# Hurrah!
Hurrah! è l'ottavo album in studio  del cantautore torinese Umberto Tozzi, pubblicato nell'aprile del 1984 dalla CGD. Da esso venne estratto il singolo Hurrah!.

## Descrizione
Dopo il singolo Nell'aria c'è, grande successo radiofonico dell'estate 1983, l'anno dopo seguì il 45 giri Hurrah e l'album omonimo. Sulla stessa strada tracciata da Eva (1982), Tozzi prosegue una nuova incursione nell'elettronica, arrangiando da sé i propri pezzi. Secondo gli addetti ai lavori e i dati di vendita, Hurrah non ha incontrato grandi favori da parte del pubblico.
Hurrah è un brano dance-rock, pubblicato, con una versione più estesa, anche in inglese (questa seconda versione alternativa verrà utilizzata nel film Chewingum di Biagio Proietti).
Oltre a Nell'aria c'è, inserito nell'album, vi sono Fuga in sogno, un viaggio etereo dal sapore futuristico con un arrangiamento rock-dance, e le ballate romantiche Attimi e Non ho che te.
I testi di questo album sono spesso criptici, al limite del non-sense.
L'album viene ristampato in CD, nel 1989, con il titolo Nell'aria c'è, e l'aggiunta delle canzoni Aria di lei e Come un carillon, mentre il brano Attimi viene rinominato E invece sono attimi e scompare Hurrah in versione inglese.

## Tracce
1. Hurrah!
2. Maria no
3. Attimi
4. Fuga in sogno
5. Nell'aria c'è
6. Non ho che te
7. Ci presentò Ugo
8. Tre buone ragioni (Con Serafina Scialò)
9. Guardati indietro
10. Hurrah! (English Version)

## Formazione
- Umberto Tozzi – voce, cori, chitarra, pianoforte
- Serafina Scialò – voce in Tre buone ragioni
- Fortunato Saccà – basso
- Gianfranco Segatto – chitarra elettrica
- Joe Vescovi – tastiera
- Mao Granata – batteria, batteria elettronica
- Claudio Orsini – sassofono tenore, percussioni
- Steve Piccolo – testo inglese Hurrah!